# Les as de la jungle
Les as de la jungle (bra: Uma Floresta Muito Louca; prt: Os Super-Heróis da Selva) é uma filme de comédia animada por computador francesa de 2017 dirigido por David Alaux. Baseado na série animada The Jungle Bunch, o filme foi lançado na França em 26 de julho de 2017.
O filme estreou em Portugal em 19 de abril de 2018.

## Enredo
Na selva, a preguiça Tony, o rinoceronte Goliath, o porco-espinho Ricky e a tigresa Natacha, líder da gangue de corajosos heróis chamada "Os Ases", garantem a lei e a ordem. Mas quando eles rejeitam o coala Igor, que também quer ser um dos ases, eles criam um inimigo ferrenho. Natacha & Co. consegue frustrar o plano desagradável de Igor, mas Ricky e os pais do pinguim não eclodido Maurice são mortos. Natacha então cria Maurice como seu próprio filho e, portanto, Maurice pensa que ele é um tigre - e logo tem sua própria gangue: Os heróis da selva também consistem em Gorila Miguel, Fledermaus Flederike, Goblin Monkey Grummel e Tigerfish Junior. Quando Igor retorna do exílio e os ases são oprimidos e aprisionados, cabe a Maurice e seus amigos salvar a selva ...

## Elenco
- Philippe Bozo como Maurice
- Laurent Morteau como Gilbert
- Pascal Casanova como Miguel
- Céline Monsarrat como Batricia
- Emmanuel Curtil como Al
- Paul Borne como Bob
- Maïk Darah como Natasha
- Frantz Confiac como Tony
- Alain Dorval como Goliath
- Richard Darbois como Igor

## Recepção
Nos Estados Unidos, o filme foi um fracasso da crítica. A classificação da imagem no site oficial Rotten Tomatoes é de 35%, com base em 20 avaliações com uma classificação média de 4,8 em 10. No site do Metacritic, o filme recebeu uma estimativa de 38 de 100 com base em 4 críticas.